# Горная горилла
Восто́чная го́рная гори́лла или Го́рная гори́лла (лат. Gorilla beringei beringei) — один из двух подвидов восточных горилл из рода гориллы (Gorilla) семейства гоминиды (Hominidae). Названа в честь немецкого офицера Фридриха Роберта фон Беринге (1865—1940), который первым обнаружил животное в горах Вирунга. Подвид находится на грани исчезновения: по оценкам на конец 2012 года, общее количество горных горилл не превышало 880 особей. По данным на июнь 2018 года, мировая популяция горных горилл насчитывает более 1000 особей, однако существование вида по-прежнему остается под угрозой.

## Ареал
Горные гориллы имеют очень маленький ареал в Центральной Африке в районе Великой рифтовой долины. Они живут на склонах шести потухших вулканов, на участке длиной около 40 и шириной 3—19 км, на высоте 2200—4300 метров над уровнем моря. Существуют всего две небольшие изолированные популяции. Одна — в вулканических горах Вирунга на стыке Руанды, Демократической Республики Конго и Уганды; вторая популяция — на юго-западе Уганды в районе национального парка Непроходимый лес Бвинди.

## Особенности строения
Взрослые самцы горных горилл имеют вес около 120—190 кг и рост 160—170 см. Самки значительно уступают самцам — около 70—100 кг при высоте 130 см.
Между восточной горной гориллой и восточной равнинной гориллой существует около 29 морфологических различий, обусловленных адаптацией к жизни на разных высотах над уровнем моря. Мех горных горилл гуще и длиннее, чем у других видов, что позволяет им жить в местностях с более прохладным климатом. Взрослые самцы имеют хорошо выраженные костные гребни на верхней и задней части черепа, что придаёт их головам более коническую форму. Эти гребни служат для крепления мощных жевательных мышц. Взрослые самки также имеют эти гребни, но они менее выражены. Как и все гориллы, они имеют тёмно-карие глаза, обрамлённые чёрными кольцами вокруг радужной оболочки.

## Образ жизни
Горные гориллы ведут в основном наземный образ жизни, передвигаясь на четырёх конечностях. Однако они неплохо лазают по деревьям, особенно молодые особи.

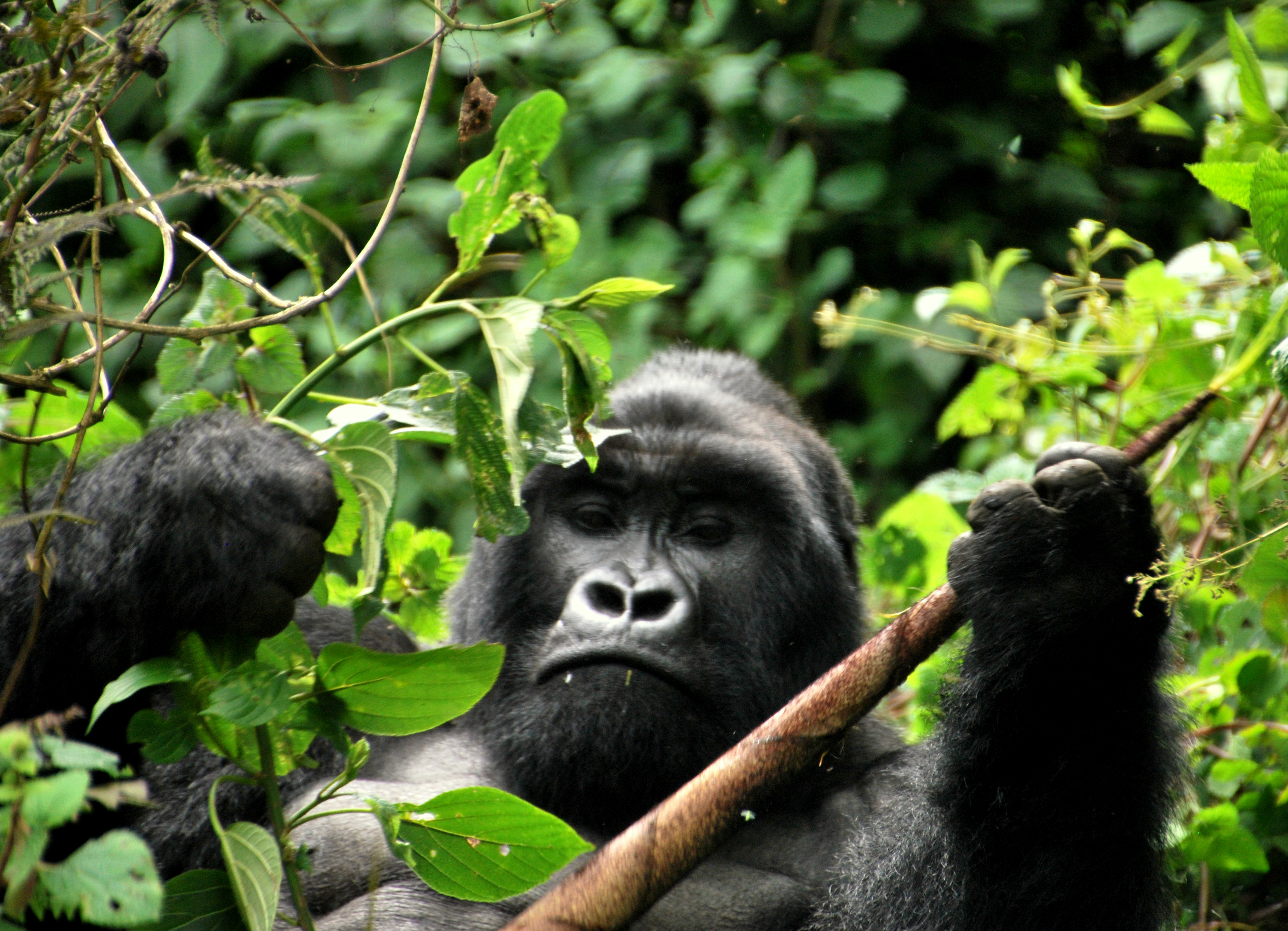
Горная горилла в Национальном парке Вулканов в Руанде

По подсчётам Дайан Фосси они употребляют в пищу около 58 видов растений, но основа их диеты — это чертополох, крапива, дикий сельдерей и подмаренник (Galium). Листья, побеги и стебли составляют около 86 % их рациона, на плоды приходится не более 2 %. Также поедаются: кора деревьев, корни, экскременты, личинки насекомых и улитки. Взрослые самцы могут съесть до 34 кг растительности в день, в то время как самки съедают не более 18 кг.

## История изучения, защиты и сохранения вида
В октябре 1902 года капитан Роберт фон Беринге (1865—1940) застрелил двух больших обезьян во время экспедиции по установлению границ Германской Восточной Африки. Остатки одной из них были отправлены в Зоологический музей в Берлине, где профессор Пауль Мачи (1861—1926) классифицировал животное как новую форму гориллы и назвал её Gorilla beringei.
В 1925 году Карл Эйкли, натуралист из Американского музея естественной истории и исследователь горных горилл, убеждает короля Бельгии Альберта I основать первый в Африке биосферный заповедник, чтобы защитить животных гор Вирунга.
В 1959 году Джордж Шаллер начал своё 20-месячное наблюдение горных горилл, результатом которого была публикация двух книг: «Горные гориллы» и «Год гориллы». До его наблюдений мало что было известно о жизни этих животных, он первый описал их социальную организацию, экологию и образ жизни.
В 1967 году американский приматолог Диана (Дайан) Фосси начинает исследование горных горилл, сначала на отрогах горы Микено в ДРК, позднее на территории Национального парка Вулканов в Руанде. За 18 лет ей удалось провести уникальные наблюдения за поведением этих животных. В 1983 году она опубликовала автобиографическую книгу «Гориллы в тумане», по мотивам которой в 1988 был снят одноимённый фильм. Кроме чисто исследовательской деятельности, Диана Фосси вела активную борьбу за сохранение горных горилл, их мест обитания, против бесконтрольной охоты (а никакая иная в руандийских условиях невозможна) и ей удалось привлечь внимание международной общественности к этим уникальным животным. В 1985 году Фосси нашли убитой в собственной хижине, убийство так и не было раскрыто. Впоследствии, в 2002 году, член руандийского правительства опубликовал в газете «Уолл-стрит джорнэл» письмо, в котором обвинил Диану Фосси в том, что она-де была «белой расисткой, для которой обезьяны дороже африканского народа». Основанный ею фонд защиты горных горилл, названный позднее её именем, эффективно работает до сих пор (2014).
В настоящее время все территории, где обитают горные гориллы, являются охраняемыми территориями: Национальный парк Вирунга в Конго, Национальный парк Вулканов в Руанде, Национальный парк горилл Мгахинга и Непроходимый лес Бвинди в Уганде. Однако эффективности природозащитных мер мешает политическая нестабильность в регионе, очень высокая плотность населения и низкий уровень жизни.
В январе 2021 года в национальном парке Вирунга на востоке ДРК были убиты шестеро лесников (рейнджеров). Патруль рейнджеров попал в засаду и был расстрелян. Власти обвиняют в нападении местный май-май. Охрана парка часто подвергается нападению браконьеров: в апреле 2020 года было убито 13 рейнджеров.